# Thalassenchelys coheni
Thalassenchelys coheni is een straalvinnige vissensoort uit de familie van de valse murenen (Chlopsidae). De wetenschappelijke naam van de soort is voor het eerst geldig gepubliceerd in 1975 door Castle & Raju.